# نیکلاس آگر
نیکلاس آگر (انگلیسی: Nicolaj Agger؛ زادهٔ ۲۳ اکتبر ۱۹۸۸) بازیکن سابق فوتبال اهل دانمارک است که در پست مهاجم بازی می‌کرد.
وی همچنین در تیم‌های ملی فوتبال زیر ۱۷ سال دانمارک، دانمارک، زیر ۱۹ سال دانمارک و زیر ۲۱ سال دانمارک بازی کرده‌است.